# Ягорі (ансамбль)

Ансамбль "Ягорі"

Народний ансамбль циганської пісні і танцю «Ягорі» - вокально-хореографічний колектив виконавців народних циганських пісень, старовинних і сучасних міських романсів, пісень з кінофільмів і таборових танців.

## Історія

Керівник ансамблю - С.С. Поправченко

У жовтні 1990 року в місті Кіровоград при будинку культури заводу радіовиробів був створений ансамбль циганської пісні і танцю. З перших днів свого існування колектив бере участь у заходах, які проходять в місті, виступає у навчальних закладах, військових частинах, на підприємствах. Його концертним майданчиком також стали міські парки і стадіони, інші регіони області і країни.
У 1993 році ансамбль був нагороджений почесною грамотою Українського фонду соціального захисту інвалідів Кіровоградської філії за милосердя. Колектив неодноразово був учасником обласних оглядів, конкурсів, свят. У 1993 - 1995 роках за участь в обласних фестивалях народної творчості був нагороджений дипломами. У 1994 році "Ягорі" запрошується до Києва на республіканський огляд-конкурс колективів художньої самодіяльності України, де стає лауреатом цього конкурсу. У 2000 році "Ягорі" було присвоєно почесне звання "Народний колектив". 17-25 травня 2003 року ансамбль бере участь у IV міжнародному фестивалі етнічних театрів "Етно-діа-сфера". Ансамбль був нагороджений дипломом фестивалю за високу професійну майстерність.
Керівник ансамблю - Світлана Станіславівна Поправченко. За творчі успіхи у розвитку циганського фольклору неодноразово нагороджувалася грамотами і дипломами. У квітні 1997 року за багаторічну плідну роботу з розвитку художньої самодіяльності, активну участь у міських та обласних культурно-виховних заходах нагороджена почесною грамотою ради федерації профспілок Кіровоградської області. С.С. Поправченко постійно в пошуках нових творчих форм роботи, має багато задумів з відродження та збереження циганського фольклору та національної культури, які активно втілює в життя.
При колективі працює підготовча студія. Найталановитіші з них зараховуються до основного складу ансамблю. Колектив постійно працює над оновленням концертної програми, в якій провідне місце займають народні пісні і танці циган різних країн.

## Репертуар ансамблю
- Захаскирна
- Кай Енэ
- Гэнэ рома
- Долина
- Яблоко
- Сарэ патря
- Ивушки
- Шурьяки
- Эй, цыган
- Звездочка
- Звон капели
- Морошка
- Эх раз, еще раз
- Цумайле
- Лунная дорожка
- Цыганский танец
- Цыганский хор
- Джелэм, джелэм
- Конь буланный
- Нанэ цоха
- Соловушка